# 德累斯顿级小巡洋舰
德累斯顿级小巡洋舰（德語：Dresden-Klasse）是德意志帝国海军于20世纪初所建造的两艘小巡洋舰的船级。它由首舰德累斯顿号和埃姆登号所共同组成。两艘舰均于1906年开始龙骨架设；德累斯顿号在1907年下水，埃姆登号于1908年紧随其后。它们分别于1908年和1909年投入舰队使用。这些舰只的设计是在前身柯尼斯堡级的基础上作出了渐进式改良，有稍大的体积和更快的航速，但装备有相同的十门105毫米40倍径速射炮和两具450毫米鱼雷发射管。而作为对新式涡轮技术进行持续试验的一部分，德累斯顿号和埃姆登号分别由蒸汽轮机和三胀蒸汽机提供动力。
两艘同级舰都曾广泛应用于海外基地；埃姆登号在入役后被分配至东亚分舰队，德累斯顿号则于1913年被派往加勒比地区。德累斯顿号曾计划于1914年8月返回德国进行定期维修，但这随着第一次世界大战的爆发而取消。因此，它被用作进行破交战，直至与海军中将馬克西米連·馮·斯比所率领的东亚分舰队会合。德累斯顿号随后相继参加了1914年11月的科罗内尔海战和12月的福克兰群岛海战。它是在后次交战中唯一幸免于难的德国舰只，并继续在逃达数月之久。1915年3月，德累斯顿号终因发动机磨损而驶入了智利岛屿马斯地岛。两艘英国巡洋舰不顾智利的中立政策，于德累斯顿号抛锚时攻击该舰；为了避免被强占，德国人遂凿沉了他们的舰只。
与此同时，埃姆登号已经脱离了东亚分舰队，在印度洋独立进行破交战。它曾俘虏或击沉了多艘协约国船只，其中包括后来被改造为鸬鹚号辅助巡洋舰的俄国商船梁赞号。1914年9月，埃姆登号突袭槟榔屿，截获了俄国防护巡洋舰珍珠号和法国驱逐舰滑膛枪号，并迅速将这两艘舰摧毁。此后不久，埃姆登号在科科斯群岛附近遭到澳大利亚轻巡洋舰悉尼号的截击，并在激烈的交战后被迫搁滩。

## 设计
德累斯顿级的两艘舰是根据1905－06年度的预算案进行开发。其设计代表了对前身柯尼斯堡级的改进。它们搭载有相同的105毫米40倍径速射炮，但排水量稍大。与柯尼斯堡级一样，德累斯顿级也有一个成员，即德累斯顿号安装了蒸汽轮机，以便与传统的三胀式蒸汽机进行比较，以评估它们的性能。德国巡洋舰的所有后续设计均采用涡轮推进系统。

### 整体特征

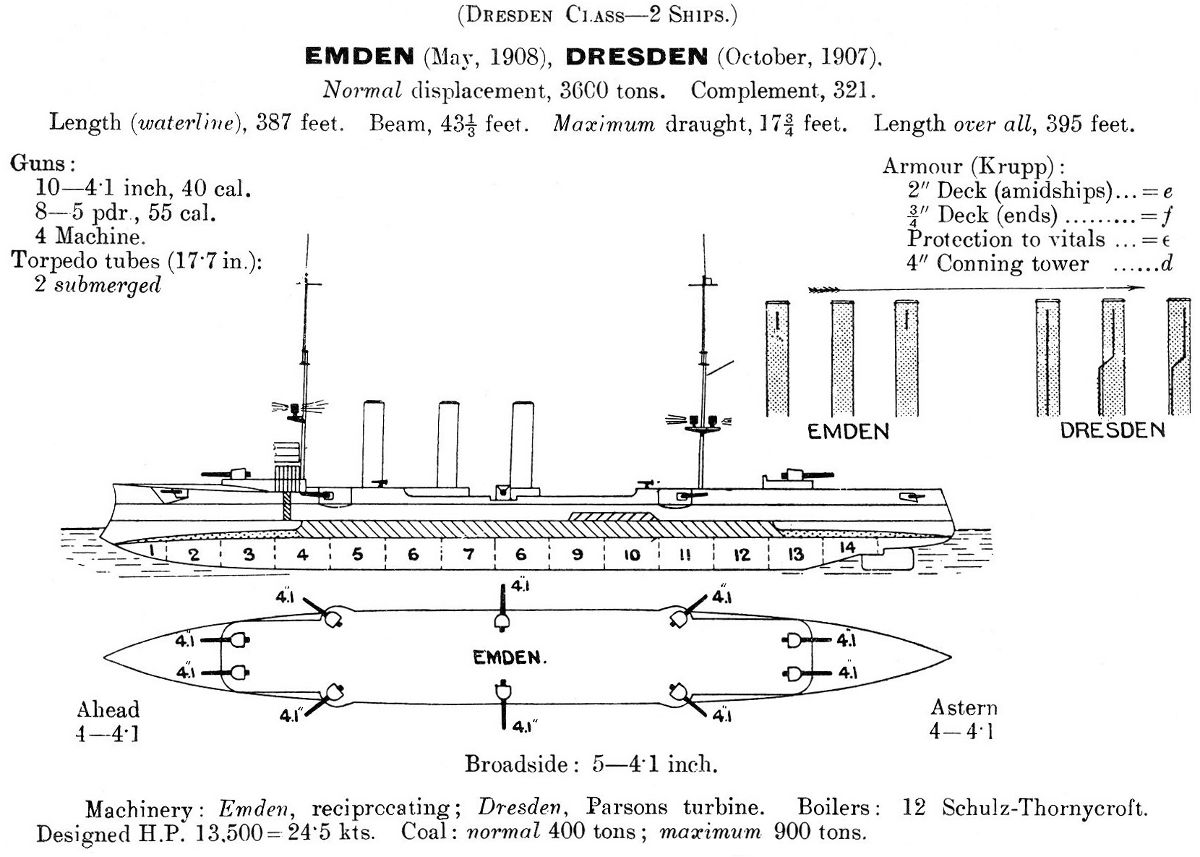
1914年《简氏战舰年鉴》描绘的左侧及甲板平面图

德累斯顿级舰只的水线长度和全长分别为117.90（386英尺10英寸）和118.30（388英尺1英寸），有13.50（44英尺3英寸）的舷宽和5.53（18英尺2英寸）的前吃水。它们的设计排水量为3,664公噸（3,606長噸），满载排水量为4,268公噸（4,201長噸）。船体采用纵横钢框架构造，并分为十三个水密舱室，其中包含一个占龙骨长度比重为47%的双层船底。
这些舰只均为良好的远洋船具，但有严重的易倾性和高达20°的摇摆幅度。它们在高速航行时会被打湿，并会略微受到上风舵的影响。尽管如此，这些舰只的转向紧凑且极易操纵。在急转舵的情况下，它们会有35%的速度损失，而舰只的横向稳心高度为0.59米（1英尺11英寸）。标准船员编制为18名军官和343名水兵。此外，它们还配备了一些小型舰载艇，其中包括1艘哨艇、1艘驳船、1艘独桅纵帆船、2艘高低桅帆船和2艘小划艇。

### 机械装置
德累斯顿号的推进系统由两台帕森斯蒸汽轮机组成，设计可输出15,000匹軸馬力（11,185千瓦特）的功率。相反，埃姆登号则配备了两台三胀式蒸汽机，额定功率为13,500匹指示馬力（10,067千瓦特）。两艘同级舰的最高速度均为24節（44每小時）。它们都由十二台燃煤船用式水管锅炉提供动力。两艘舰的设计贮煤量为860公噸（850長噸），但由于推进系统不同，其巡航范围亦略有差异。德累斯顿号能够以14節（26每小時）的速度续航3,600海里（6,700）；而埃姆登号则可以12節（22每小時）的速度行驶3,760海里（6,960）。每艘舰的电力是由三台涡轮发电机提供，它们在110伏特电压下的总输出功率为125千瓦特（168匹馬力）。

### 武器及装甲

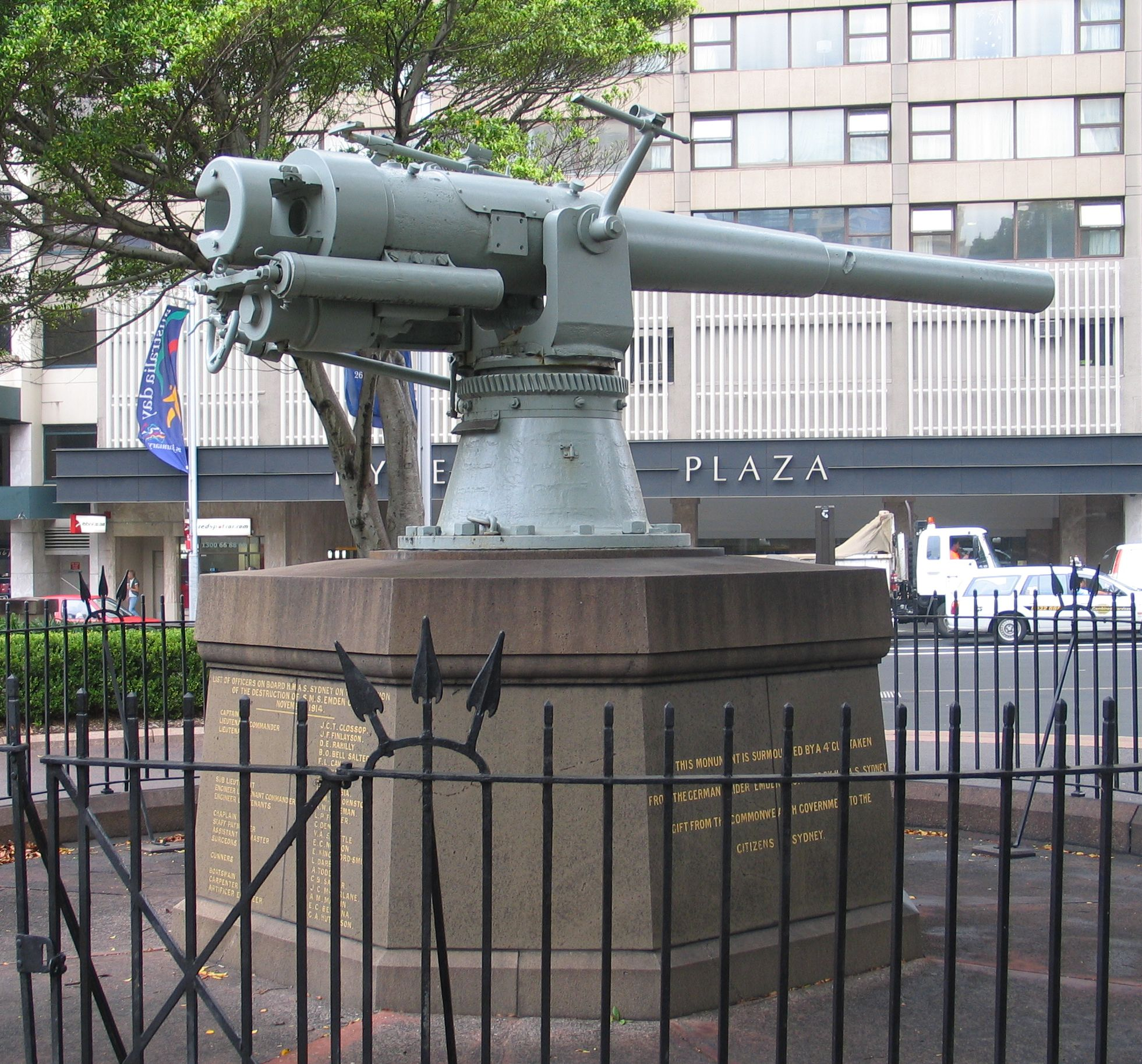
埃姆登号的其中一门105毫米炮，现存于澳大利亚悉尼

德累斯顿级舰只配备有十门单装105毫米40倍径速射炮。其中两门并排布置在艏艛前方，六门设于舰舯、每边各三门，以及两门并排布置在舰艉。炮管的仰角可提升至30°，使其可以瞄准最高达12,700（13,900碼）开外的目标。它们共提供1500发弹药，其中每炮150发。舰只也装备有八门52毫米55倍径速射炮和4000发弹药。此外，全部两艘舰还各标配有两具450（17.7英寸）鱼雷管和五枚鱼雷，均浸没舷侧的船体内。
德累斯顿级舰只的装甲由两个普通钢层和一个克虏伯钢层组成。其甲板厚度在舰艏达80（3.1英寸），至艉部则弱化为20（0.79英寸）。两侧50（2.0英寸）厚的斜面装甲也具有一定的垂直防护能力，它与贮煤舱相连。司令塔的侧面有100（3.9英寸）厚、顶面为20（0.79英寸）厚。炮支则受到厚度为50（2.0英寸）的炮挡保护。

## 同级舰
| 舰只       | 造船厂               | 命名来源 | 架设日期     | 下水日期      | 入役日期       | 结局              |
| ---------- | -------------------- | -------- | ------------ | ------------- | -------------- | ----------------- |
| 德累斯顿号 | 汉堡布洛姆－福斯船厂 | 德累斯顿 | 1906年       | 1907年10月5日 | 1908年10月14日 | 1915年3月14日自沉 |
| 埃姆登号   | 但泽帝国船厂         | 埃姆登   | 1906年4月6日 | 1908年5月26日 | 1909年7月10日  | 1914年11月9日搁浅 |

## 服役历史

### 德累斯顿号

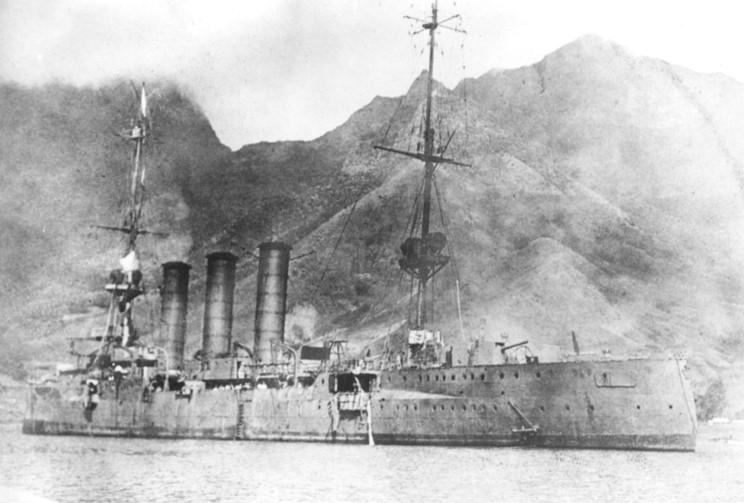
德累斯顿号升起白旗，在被凿沉前的一刻

德累斯顿号的大部分职业生涯都在海外基地值勤。入役后，它于1909年作为德国代表团的一份子出访美国参加哈德逊－富尔顿庆典。1913年末，舰只又重返北美海域，当时她于墨西哥革命期间驻扎在墨西哥沿岸，以保护当地的德国国民。随着叛军于翌年取得胜利，德累斯顿号负责接送前独裁者维克托里亚诺·韦尔塔撤退至牙买加，由英国人在那里给予他庇护。因需要进行定期维修，德累斯顿号原计划于1914年7月返回德国，但第一次世界大战的爆发使得该计划告吹。相反，舰只于战争初期受命在大西洋的南美海域执行通商破坏任务，然后于9月转移至太平洋，继而加入由海军中将馬克西米連·馮·斯比所率领的东亚分舰队。
德累斯顿号随东亚分舰队参加了两场重大战役。第一次是11月爆发的科罗内尔海战，期间德累斯顿号曾与英国轻巡洋舰格拉斯哥号交火。第二次则是随后于12月爆发的福克兰群岛海战，英国人在那里几乎全歼德国分舰队；德累斯顿号成为唯一逃脱的舰只。它躲避了英国追击者达数月之久，直至1915年3月驶入马斯地岛。当时舰只的发动机磨损严重，锅炉内的煤炭也几乎消耗殆尽；舰长与当地的智利政府取得联系，以期在冲突期间获得收留。然而，它在那里遭到英国巡洋舰围困，其中包括老对手格拉斯哥号；英国人无视智利的中立政策而向德舰开火。德国人遂凿沉了德累斯顿号，其出逃的大部分船员在战争期间都被拘禁在智利。舰只残骸则仍然留在港湾，直至2002年才接受了首次考察。

### 埃姆登号

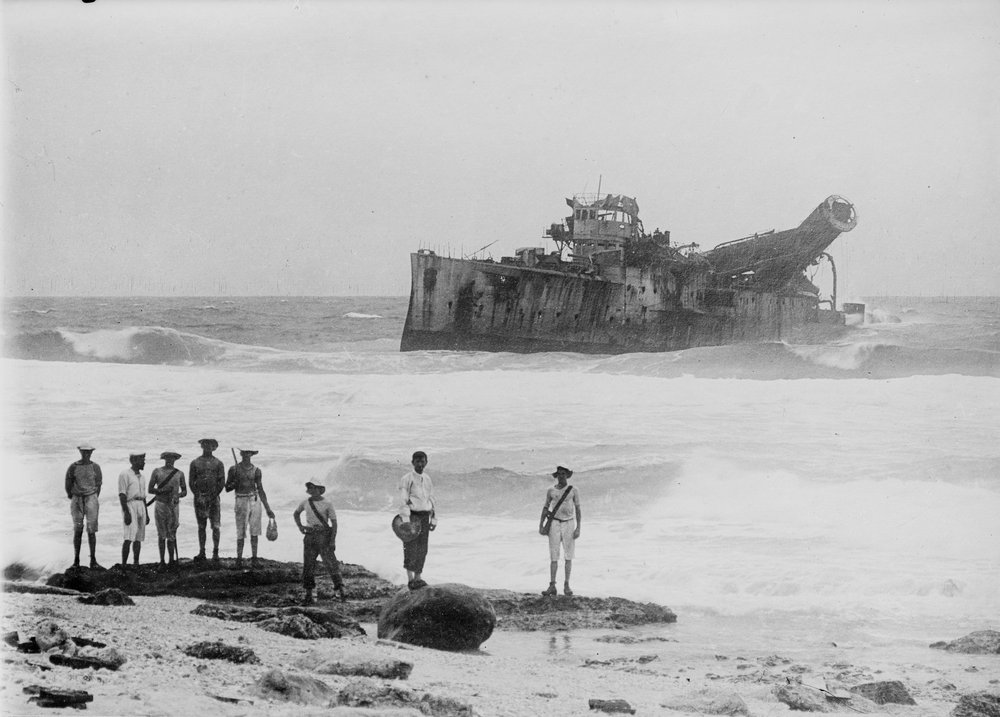
埃姆登号在战斗后的残骸

埃姆登号在入役后即被分配至东亚分舰队。海军少校卡尔·冯·穆勒则于1913年就任该舰舰长。在战争爆发时，埃姆登号是唯一留在青岛的德国主要军舰，这是德国设于亚洲的海军基地。穆勒立即开始执行通商袭击任务，并捕获了俄国商船梁赞号。随后，埃姆登号受命与施佩麾下的其余巡洋舰会合。但它仅在东亚分舰队停留了数日，穆勒便说服施佩将埃姆登号作为独立的袭击者前往印度洋进行破交战。
9月抵达印度洋后，埃姆登号从印度至亚丁的航线中俘获了几艘英籍商船。9月22日，舰只炮击了马德拉斯，继而又恢复追猎商船。它再抢占多几艘船，然后对槟榔屿的港口发动袭击。在那里，埃姆登号截获了港湾内的俄国防护巡洋舰珍珠号并迅速将其摧毁。而在行将离开之际，埃姆登号又遇到并击沉了法国驱逐舰滑膛枪号。随后，随后，埃姆登号开往科科斯群岛，穆勒打算摧毁当地的一个无线电台。澳大利亚轻巡洋舰悉尼号对由英国人发出、警告德国人出没的无线信号作出了反应。经过激烈的炮斗，悉尼号对埃姆登号造成了严重的破坏，迫使后者在北基林岛上搁滩。其幸存的大部分船员，包括穆勒都在随后遭到囚禁。舰只残骸最终由一家日本打捞公司于1950年代初期就地拆解，但部分残骸仍然散落在该海域附近。